# Leucocosmia heliarcha
Leucocosmia heliarcha är en fjärilsart som beskrevs av Edward Meyrick 1897. Leucocosmia heliarcha ingår i släktet Leucocosmia och familjen nattflyn. Inga underarter finns listade i Catalogue of Life.